# インド庁長官
インド庁長官（英:President of the Board of Control)）は、イギリスの内閣にかつて存在した閣僚職。インドを植民地支配するイギリス東インド会社の監督のために1784年にイギリス首相ウィリアム・ピット（小ピット）が創設したインド庁を統括した。1858年にインド統治が東インド会社による統治からヴィクトリア女王の直接統治に切り替えられた際、インド大臣に改組された。 

## 歴代長官
| ホイッグ トーリー 保守党    | ホイッグ トーリー 保守党 | ホイッグ トーリー 保守党                                                           | ホイッグ トーリー 保守党 | ホイッグ トーリー 保守党 | ホイッグ トーリー 保守党 | ホイッグ トーリー 保守党       |
| 肖像                        | 肖像                     | 氏名                                                                               | 期間                     | 期間                     | 所属政党                 | 内閣                           |
| --------------------------- | ------------------------ | ---------------------------------------------------------------------------------- | ------------------------ | ------------------------ | ------------------------ | ------------------------------ |
|                             |                          | 初代シドニー子爵 トマス・タウンゼンド 在任中の1789年にシドニー子爵に叙せられた。   | 1784年9月4日             | 1790年3月6日             | ホイッグ                 | 第1次ピット内閣                |
|                             |                          | 初代グレンヴィル男爵 ウィリアム・グレンヴィル                                      | 1790年3月6日             | 1793年6月22日            | トーリー(ピット派)       | 第1次ピット内閣                |
|                             |                          | ヘンリー・ダンダス 1802年にメルヴィル子爵に叙された。                              | 1793年6月22日            | 1801年4月25日            | トーリー                 | 第1次ピット内閣                |
|                             |                          | ルイシャム卿 ジョージ・レッグ 在任中の7月にダートマス伯爵位を継承。                | 1801年4月25日            | 1802年7月2日             | トーリー                 | アディントン内閣               |
| ‍                            |                          | カースルレー子爵 ロバート・ステュアート                                            | 1802年7月2日             | 1806年2月11日            | トーリー                 | アディントン内閣               |
|                             | 第2次ピット内閣          | カースルレー子爵 ロバート・ステュアート                                            | 1802年7月2日             | 1806年2月11日            | トーリー                 |                                |
|                             |                          | 初代ミントー伯爵 ギルバート・エリオット＝ マーレイ＝キニンマウンド                 | 1806年2月11日            | 1806年7月15日            | ホイッグ                 | 挙国人材内閣                   |
|                             |                          | トマス・グランヴィル                                                               | 1806年7月15日            | 1806年12月30日           | ホイッグ                 | 挙国人材内閣                   |
|                             |                          | ジョージ・ティアニー                                                               | 1806年9月30日            | 1807年4月6日             | ホイッグ                 | 挙国人材内閣                   |
|                             |                          | ロバート・ダンダス 1811年にメルヴィル子爵位を承継。                                | 1807年4月6日             | 1809年7月11日            | トーリー                 | 第2次ポートランド内閣          |
|                             |                          | 初代ハロービー伯爵 ダドリー・ライダー                                              | 1809年7月11日            | 1809年11月               | トーリー                 | 第2次ポートランド内閣          |
| パーシヴァル内閣            |                          | 初代ハロービー伯爵 ダドリー・ライダー                                              | 1809年7月11日            | 1809年11月               | トーリー                 |                                |
|                             |                          | 第2代メルヴィル子爵 ロバート・ダンダス                                             | 1809年11月               | 1812年4月4日             | トーリー                 |                                |
|                             |                          | 第4代バッキンガムシャー伯爵 ロバート・ホバート                                     | 1812年4月4日             | 1816年6月4日             | トーリー                 |                                |
| リヴァプール内閣            |                          | 第4代バッキンガムシャー伯爵 ロバート・ホバート                                     | 1812年4月4日             | 1816年6月4日             | トーリー                 |                                |
|                             |                          | ジョージ・カニング                                                                 | 1816年6月4日             | 1821年6月                | トーリー                 |                                |
|                             |                          | チャールズ・バサースト                                                             | 1821年6月                | 1822年2月4日             |                          |                                |
|                             |                          | チャールズ・ウィリアム＝ウィン                                                     | 1822年2月4日             | 1828年2月4日             | トーリー                 |                                |
| カニング内閣 (カニング派)   |                          | チャールズ・ウィリアム＝ウィン                                                     | 1822年2月4日             | 1828年2月4日             | トーリー                 |                                |
| ゴドリッチ内閣 (カニング派) |                          | チャールズ・ウィリアム＝ウィン                                                     | 1822年2月4日             | 1828年2月4日             | トーリー                 |                                |
| 第1次ウェリントン内閣       |                          | チャールズ・ウィリアム＝ウィン                                                     | 1822年2月4日             | 1828年2月4日             | トーリー                 |                                |
|                             |                          | 第2代メルヴィル子爵 ロバート・ダンダス                                             | 1828年2月4日             | 1828年9月17日            | トーリー                 |                                |
|                             |                          | 第2代エレンバラ男爵 エドワード・ロウ 1844年にエレンバラ伯爵位叙爵。                | 1828年9月17日            | 1830年12月1日            | トーリー                 |                                |
|                             |                          | チャールズ・グラント                                                               | 1830年12月1日            | 1834年9月18日            | ホイッグ                 | グレイ内閣                     |
| 第1次メルバーン内閣         |                          | チャールズ・グラント                                                               | 1830年12月1日            | 1834年9月18日            | ホイッグ                 |                                |
|                             |                          | 第2代エレンバラ男爵 エドワード・ロウ                                               | 1834年9月18日            | 1835年4月23日            | 保守党                   | 第1次ピール内閣                |
|                             |                          | サー・ジョン・ホブハウス                                                           | 1835年4月23日            | 1841年8月30日            | ホイッグ                 | 第2次メルバーン内閣            |
|                             |                          | 初代エレンバラ男爵 エドワード・ロウ                                                | 1841年9月4日             | 1841年10月23日           | 保守党                   | 第2次ピール内閣                |
|                             |                          | 第2代フィッツジェラルド＝ヴィージー男爵 ウィリアム・ヴィージー＝フィッツジェラルド | 1841年10月23日           | 1843年5月17日            | 保守党                   | 第2次ピール内閣                |
|                             |                          | 初代リポン伯爵 フレデリック・ロビンソン                                            | 1843年5月17日            | 1846年6月30日            | 保守党                   | 第2次ピール内閣                |
|                             |                          | 初代ブロートン男爵 ジョン・ホブハウス 在任中の1851年に爵位叙爵。                   | 1846年7月8日             | 1852年2月5日             | ホイッグ                 | ラッセル内閣                   |
|                             |                          | 第11代ダルハウジー伯爵 フォックス・モール＝ラムゼイ                                | 1852年2月23日            | 1852年2月28日            | ホイッグ                 | ラッセル内閣                   |
|                             |                          | サー・ジョン・チャールズ・ヘリズ                                                   | 1852年2月28日            | 1852年12月17日           | 保守党                   | 第1次ダービー内閣 (誰?誰?内閣) |
|                             |                          | 第3代準男爵 サー・チャールズ・ウッド 1866年にハリファックス子爵位叙爵              | 1852年12月30日           | 1855年3月3日             | ホイッグ                 | アバディーン内閣 (ピール派)    |
|                             |                          | ロバート・ヴァーノン・スミス                                                       | 1855年3月3日             | 1858年2月21日            | ホイッグ                 | 第1次パーマストン内閣          |
|                             |                          | 初代エレンバラ伯爵 エドワード・ロウ                                                | 1858年3月6日             | 1858年6月5日             | 保守党                   | 第2次ダービー内閣              |
|                             |                          | スタンリー卿 エドワード・スタンリー 1866年にダービー伯爵位を襲爵。                 | 1858年6月5日             | 1858年8月2日             | 保守党                   | 第2次ダービー内閣              |